# Luftverkehr

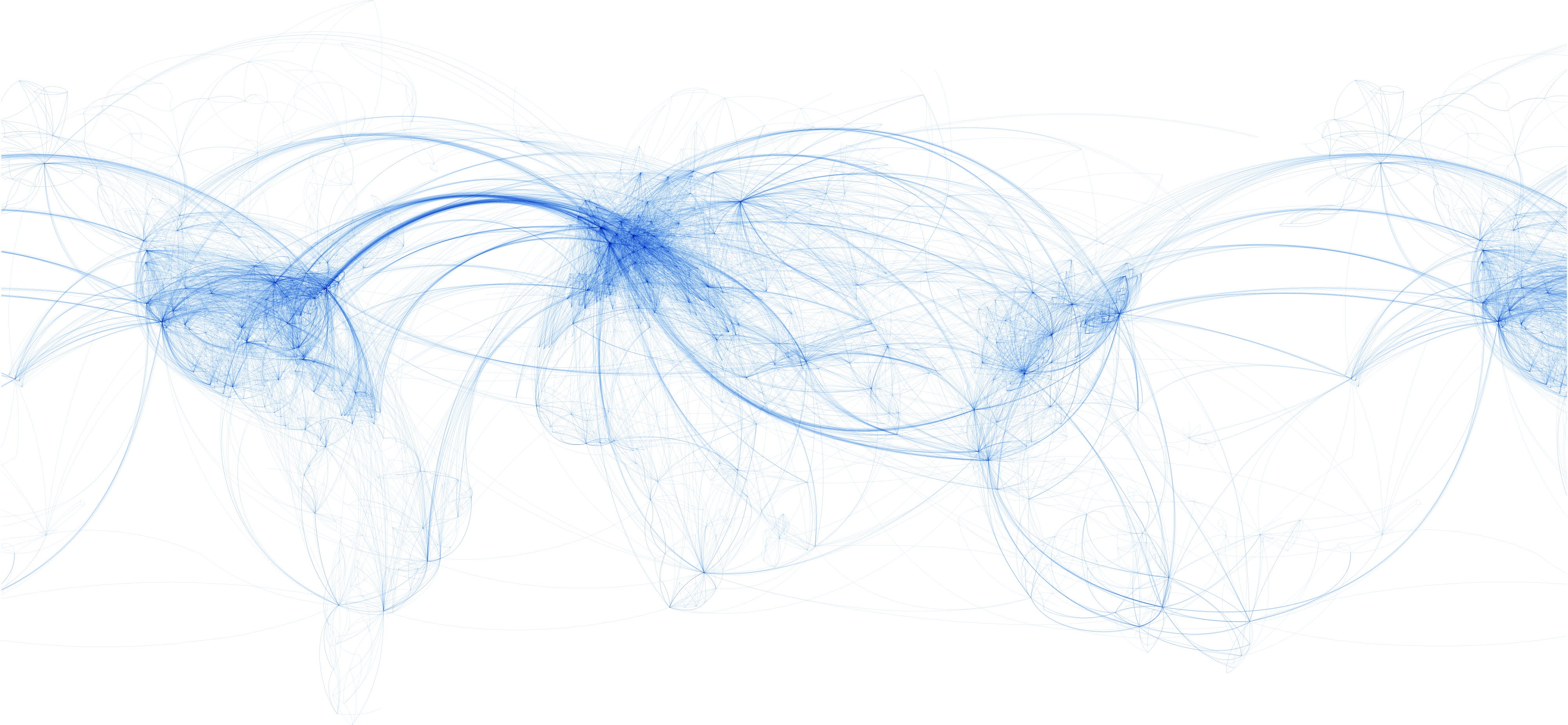
Karte weltweiter Flugrouten im Passagierluftverkehr (2009)

Als Luftverkehr werden alle Transport- und Verkehrsmittel sowie die Verkehrsinfrastruktur zusammengefasst, die im Luftraum zum Einsatz kommen können. Die Raumfahrt zählt also nicht zum Luftverkehr, ebenso der Landverkehr und der Wasserverkehr. Als Verkehrsträger dienen Luftstraßen, die Fortbewegung erfolgt durch Fliegen.
Die Passagierzahlen im Luftverkehr haben sich von 400 Millionen im Jahr 1973 auf 4,5 Milliarden im Jahr 2019 mehr als verzehnfacht. Bis zum Jahr 2040 werden sich die Zahlen voraussichtlich noch einmal verdoppeln. Rund 10 % der Menschheit fliegt mindestens ein Mal im Jahr.

## Verkehrsarten
Zu unterscheiden ist zunächst zwischen dem zivilen und dem militärischen Luftverkehr. Der zivile Luftverkehr lässt sich darüber hinaus einerseits in gewerbliche und private Flüge und andererseits durch die Einordnung als Linien-/Charterverkehr oder Verkehr der allgemeinen Luftfahrt (englisch general aviation) unterscheiden.
Die bodengestützte Abwicklung des Luftverkehrs geschieht typischerweise über Flughäfen (oder Verkehrslandeplätze) als Abflug- bzw. Ankunftsorte. Darüber hinaus setzt ein Luftverkehr in größerem Ausmaß eine personal- und kostenintensive Infrastruktur, insbesondere Einrichtungen der Flugsicherung, voraus. Hierzu ist der Luftraum strukturiert. Hubschrauber und spezielle Militärflugzeuge ermöglichen es, Transportleistungen auch von Straßen, Plätzen oder Schiffen aus sicher zu erbringen. Die Überwachung des Luftverkehrs geschieht durch die Flugverkehrskontrolle.
Es gibt im zivilen Luftverkehr den gewerblichen und nicht gewerblichen Luftverkehr. Zum gewerblichen gehören der Linienverkehr und der Nicht-Linienverkehr. Letzterer umfasst den Charterverkehr, der sich wiederum aus dem Pauschalflugreiseverkehr und dem Tramp- und Anforderungsverkehr sowie dem Taxiverkehr, Rundflug, Bildflug oder Reklameflug zusammensetzt.
Zum nicht gewerblichen Luftverkehr gehört der Luftsport.
Die Verkehrsarten der zivilen und gewerblichen Luftfahrt werden wie folgt eingeordnet:
| Verkehrsart   | Verkehrsträger im engeren Sinne | Verkehrsträger im weiteren Sinne                | Verkehrsnetz             |
| ------------- | ------------------------------- | ----------------------------------------------- | ------------------------ |
| Landverkehr   | Straßen Schienen                | Straßenverkehrsunternehmen Eisenbahnunternehmen | Straßennetz Schienennetz |
| Wasserverkehr | Wasserstraßen, Seewege          | Reedereien                                      | Wasserstraßennetz        |
| Luftverkehr   | Luftstraßen                     | Fluggesellschaften                              | Luftstraßennetz          |

Als Verkehrsträger im engeren Sinne wird hierin die Beförderungsart verstanden, mit welcher der Personen- und/oder Gütertransport durchgeführt wird.

## Rechtsgrundlagen
Rechtsgrundlage des internationalen Luftverkehrs sind die so genannten Freiheiten der Luft, die von der ICAO ausgearbeitet worden sind. Im Verkehr zwischen den Staaten müssen wegen der international allgemein anerkannten Lufthoheit der Nationalstaaten Verkehrsrechte ausdrücklich eingeräumt werden, was weltweit in etwa 4.000 bilateralen Luftverkehrsabkommen geschieht. Das Chicagoer Abkommen und die Transitvereinbarung (beide von 1944) gewähren lediglich Grund-Freiheiten. Innerhalb der EU ist durch Open-Skies-Abkommen mit drei so genannten Liberalisierungspaketen das System von Luftverkehrsabkommen zwischen den EU-Mitgliedstaaten seit 1993 zugunsten eines einheitlichen Luftverkehrsmarktes beseitigt worden, was in deutsches Recht überführt wurde.
Innerhalb Deutschlands ist der Luftverkehr bzw. die Benutzung des Luftraumes durch Luftfahrzeuge frei, soweit er nicht durch Gesetze oder andere (nationale, europäische oder internationale) Vorschriften ausdrücklich beschränkt ist (§ 1 Abs. 1 Luftverkehrsgesetz (LuftVG)). Freilich bestehen Einschränkungen in vielfältiger Hinsicht, vor allem auch infolge intensiver Einflüsse des europäischen Rechts. Die gewerbsmäßige Beförderung von Personen und/oder Sachen in Luftfahrzeugen fällt inzwischen in Deutschland wesentlich unter europäisches Recht, zum Beispiel die Verordnung (EWG) Nr. 2407/92 Verordnung des Rates über die Erteilung von Betriebsgenehmigungen an Luftfahrtunternehmen vom 23. Juli 1992, ist aber auch weiterhin durch verschiedene deutsche Vorschriften wie das LuftVG, die LuftVZO, LuftBO und JAR-OPS 1/3 deutsch geregelt. Grundsätzlich gilt, dass die gewerbsmäßige Beförderung von Personen und/oder Sachen der Genehmigungspflicht unterliegt.
Weitere gesetzliche Normierungen, welche unter anderem die Benutzung des Luftraums regeln, finden sich im Luftverkehrsgesetz. Die Benutzung von Flughäfen ist danach durch Genehmigungen und andere Zulassungsentscheidungen beschränkt. Auf so genannten koordinierten Flughäfen der EU müssen Luftfahrzeugführer überdies für jeden Flug eine besondere Erlaubnis für das Starten oder Landen, eine so genannte Zeitnische (englisch Slot), besitzen. Zeitnischen werden auf den halbjährlichen Flugplankonferenzen der IATA zugeteilt, wo der Luftverkehr weltweit abgestimmt wird. Die Luftraumnutzung im Übrigen wird durch die Flugsicherung gesteuert. Im internationalen Personen- und Güterbeförderungsverkehr war ab 1929 das Warschauer Abkommen über die Beförderung im internationalen Luftverkehr mit seinen Folgevereinbarungen zu beachten, sein Nachfolger ist das 1999 beschlossene Montrealer Übereinkommen.
Der gewerbliche Luftverkehr ist von Mineralölsteuer, Ökosteuer und Umsatzsteuer befreit. Für den nicht-EU-Verkehr entspricht dies internationalen Abkommen. Die Einführung der Kerosinsteuer im inländischen Flugverkehr ist seit Januar 2004 laut Energiesteuerrichtlinie EU-rechtlich möglich.

## Verkehrsinfrastruktur
Zur Verkehrsinfrastruktur des zivilen gewerblichen Luftverkehrs gehören
| Transportmittel                                                                                           | Verkehrsweg                                     | Verkehrsinfrastruktur                                         |
| --- | ----------------------------------------------- | ------------------------------------------------------------- |
| Luftfahrzeuge: Ballone, Flugzeuge, Passagierflugzeuge, Frachtflugzeuge; Hubschrauber, Verkehrsluftschiffe | Luftstraßen, Organized Track System, Flugrouten | Flugplätze, Fluggesellschaften, Flugsicherung, Luftfahrtrecht |

Als Transportmittel dienen beim Personenflugverkehr die Passagierflugzeuge, beim Luftfrachtverkehr die Frachtflugzeuge sowie die Beiladung in Passagierflugzeugen.

## Vereinigungen

Logo der IATA

Die meisten der großen Fluggesellschaften sind der IATA angeschlossen, die ca. 250 von weltweit mehreren Tausend Fluggesellschaften umfasst. Die deutschen Fluggesellschaften sind zudem im Bundesverband der Deutschen Fluggesellschaften (BDF) zusammengeschlossen.
Internationaler Dachverband der allgemeinen Luftfahrt ist die IAOPA mit weltweit mehr als 60 Ländervertretungen (z. B. AOPA-Germany) und etwa 470.000 Mitgliedern. Für den sportlichen Teil der allgemeinen Luftfahrt fungiert darüber hinaus der Weltluftsportverband FAI als Dachverband für fast 100 nationale Verbände.

## Umweltbeeinträchtigungen
Fluglärm belastet die im weiteren Umkreis eines Flughafens lebende Bevölkerung. Der Luftverkehr ist eine emissionsintensive Art des Reisens bzw. Transportierens und verursacht Klimaschäden. Eine Studie schätzte 2020, dass etwa die Hälfte des Klimaeffektes des Personenflugverkehrs von maximal einem Prozent der Weltbevölkerung verursacht wird. Insgesamt flogen 2018 etwa 11 % der Weltbevölkerung und etwa 2 bis 4 % der Weltbevölkerung flogen international.
Grund der Umweltschädlichkeit ist die geringe Nutzlastkapazität und der hohe Kerosinverbrauch der Verkehrsluftfahrt. Beim Start einer Boeing 747 mit bis zu 420 Tonnen Startgewicht werden bis zu 180 Tonnen Kerosin mit geführt. Die Verbrennung von 1 kg Kerosin erzeugt ca. 3,1 kg CO2 Eine besondere klimaschädigende Wirkung der Triebwerks-Emissionen besteht durch den Kohlenstoffdioxid-Ausstoß und die Erzeugung von Wasserdampf in der Stratosphäre sowie der schädlichen Gase Stickoxid und Ozon wegen der hohen Verbrennungstemperaturen in den Triebwerken. Wasserdampf gilt als eine der Ursachen für Cirren (Eiswolken). Aus Kondensstreifen können sich großflächige, sehr dünne Zirren („Contrail Cirren“) entwickeln.
Flugzeuge verbrauchten 2005 weltweit etwa 5 bis 6 % der jährlichen Welterdölproduktion, etwa 200 Mio. Tonnen Kerosin. Die Betrachtung von Absolutwerten im Vergleich zu anderen Verkehrsträger ist wenig aussagekräftig, vielmehr kommt es auf die tatsächlichen spezifischen Verbräuche an, angegeben in Personenkilometer oder Tonnenkilometer. So verbrauchte der Lufthansa-Konzern 2010 bei 82 % Auslastung durchschnittlich 4,2 l pro 100 Personenkilometer, auf Flügen unter 800 km waren es durchschnittlich 7,5 l je 100 Personenkilometer. Trotz der vergleichsweise hohen Auslastung ist der Verbrauch je Personenkilometer im Flugverkehr damit auf Strecken bis 800 km deutlich höher als im motorisierten Individualverkehr (MIV) mit Pkw und 2008 durchschnittlich 4,8 l je 100 Personenkilometer.
Laut einer 2007 im Auftrag des Verkehrsministeriums in Auftrag gegebenen Studie hätte der Luftverkehr 2025 nur 5 % der CO2-Emissionen des Straßenverkehrs emittieren sollen. Tatsächlich emittierte der Luftverkehr 2023 3,1 Prozent der 24,5 Prozent der Verkehrsemissionen, der Strassenverkehr 18,0 Prozent, womit der Luftverkehr rund 15 Prozent des Straßenverkehrs emittierte.
In einer auf Modellrechnungen basierenden Studie aus dem Jahr 2010 wurden die durch die Emissionen von Flugzeugen im Reiseflug bedingten vorzeitigen Tode von Menschen auf weltweit etwa 8000 pro Jahr geschätzt. Der Anteil an der Gesamtheit der durch Luftverunreinigungen frühzeitig eintretenden Tode liegt danach bei etwa 1 %. Im Mittel verloren die Opfer 7,5 Lebensjahre durch Feinstaub und Stickoxide.
Umweltorganisationen kritisieren die steuerlichen Vorteile, die der Luftverkehr genießt. Das Umweltbundesamt bezifferte 2010 die Steuerausfälle auf 11,5 Milliarden Euro. Der Flächenbedarf von Flughäfen ist sehr groß. Früher kam es gelegentlich zu Bürgerprotesten, wenn eine zusätzliche Start- und Landebahn geplant wurde (siehe z. B. Flughafenausbaugegner Frankfurt).
Eine Studie von atmosfair kam 2018 zu dem Ergebnis, dass die Effizienzsteigerungen der Luftverkehrsbranche weltweit nicht zur Einhaltung des Zwei-Grad- oder 1,5-Grad-Ziels des Pariser Übereinkommens ausreichen und stattdessen neue, synthetische und CO2-neutrale Kraftstoffe (z. B. auf Basis von Wasserstoff) und weitere, noch radikalere Maßnahmen zur Verringerung des Emissionen nötig seien. Bis die neuen Kraftstoffe im Einsatz sind, können Passagiere ihre CO2-Emissionen durch Spenden an Organisationen wie z. B. Atmosfair, myclimate und Klima-Kollekte kompensieren. Allerdings entstehen zwei Drittel der Klimawirkungen des Luftverkehrs nicht durch die CO2-Emissionen.
Ein Ersatz des fossilen Kerosins durch synthetisches und CO2-neutrales Kerosin bis 2050 würde den Preis für Flugtickets während weiterer Sparmassnahmen kaum merklich verteuern. Die Branche senkte dank Sparmassnahmen die Preise von 2020 bis 2025 um 40 Prozent. Falls keine weiteren Sparmassnahmen möglich wären, würden die Preise wieder auf das Niveau Mitte 1990er-Jahre steigen. Beides sei laut einem ETH-Professor nicht tragisch. Synthetisches Kerosin verbrennt sauberer als fossiles Kerosin und verursacht weniger Kondensstreifen und andere Nicht-CO2-Effekte. Unterschiedliche Studien betonten übereinstimmend und unabhängig vom Ansatz eine unabdingbare Reduktion des Luftverkehrs.

## Statistiken
Die folgende Tabelle zeigt die Anzahl der Flugpassagiere weltweit seit 1950.
| Jahr | Anzahl der Passagiere in Millionen |
| ---- | ---------------------------------- |
| 1950 | 31                                 |
| 1960 | 106                                |
| 1970 | 383                                |
| 1980 | 748                                |
| 1990 | 1170                               |
| 2000 | 1770                               |
| 2010 | 2710                               |
| 2011 | 2880                               |
| 2012 | 3010                               |
| 2013 | 3150                               |
| 2014 | 3330                               |
| 2015 | 3570                               |
| 2016 | 3810                               |
| 2017 | 4080                               |
| 2018 | 4340                               |
| 2019 | 4490                               |
| 2020 | 1780                               |
| 2021 | 2280                               |

Infolge der COVID-19-Pandemie kam zu weitreichenden Einschränkungen des Verkehrs, und insbesondere der internationale Luftverkehr nahm im März 2020 stark ab.
Deutschland

Innerdeutscher Luftverkehr nach Anzahl der Flüge

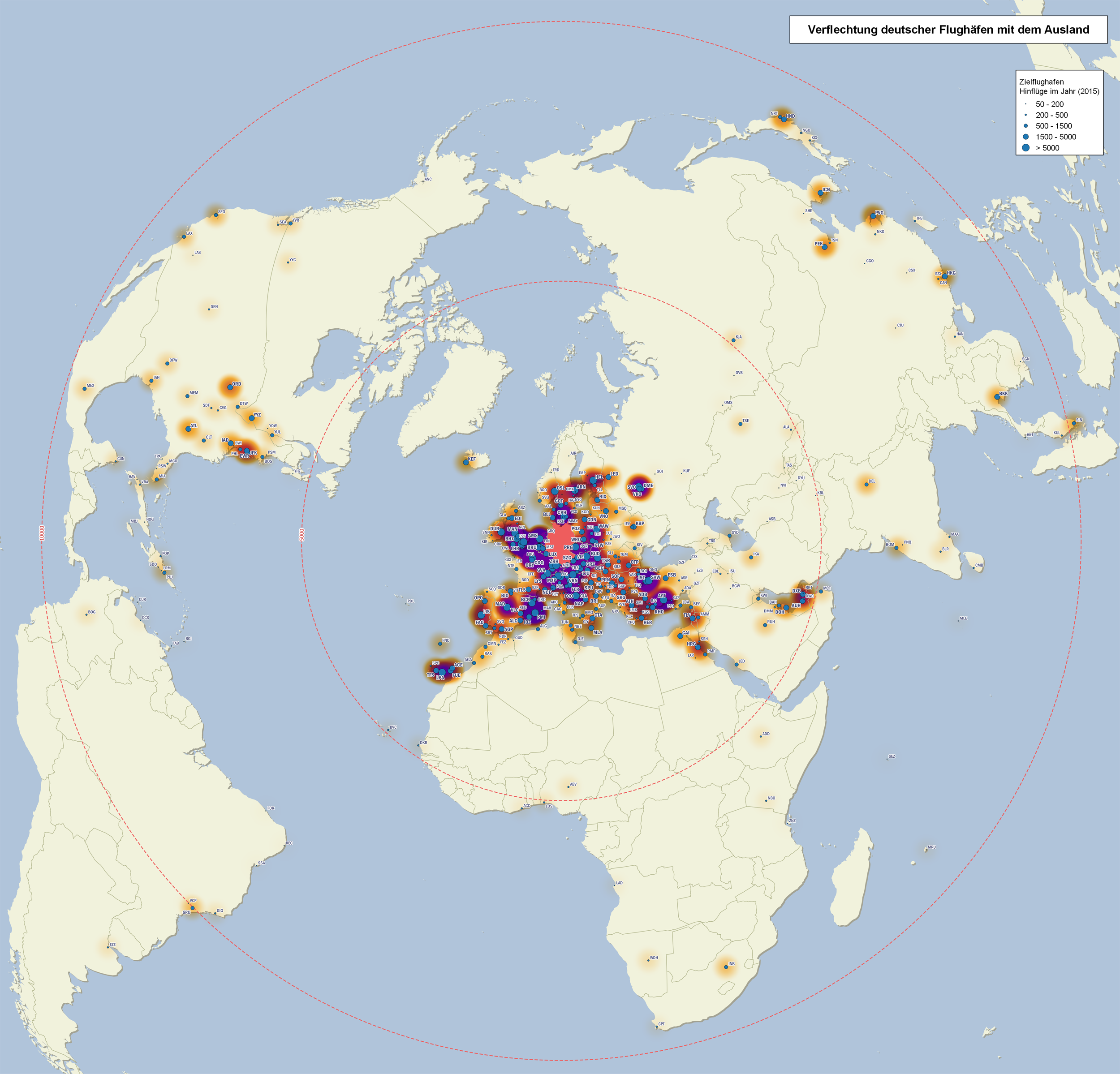
Luftverkehr aus Deutschland ins Ausland nach Anzahl der Flüge

Im Jahr 2015 wurden auf deutschen Flughäfen insgesamt 2,2 Mio. Flüge mit 194,4 Mio. Passagiere gezählt. 300.000 Flüge davon transportierten 23,0 Mio. Passagiere innerhalb von Deutschland; die übrigen waren Auslandsflüge.
Von den innerdeutschen Hauptflugverbindungen sind folgende vier Verbindungen mit jeweils über 12 000 (gewerblichen) Flügen pro Jahr besonders stark frequentiert:
| Ort-1             | Ort-2   | Flüge (pro Jahr) | Passagiere (pro Jahr) | Entfernung in KM |
| ----------------- | ------- | ---------------- | --------------------- | ---------------- |
| Düsseldorf        | München | 12.615           | 1.557.079             | 488              |
| Hamburg           | München | 13.184           | 1.811.395             | 601              |
| Frankfurt am Main | Berlin  | 14.416           | 1.907.104             | 436              |
| München           | Berlin  | 14.473           | 1.975.217             | 484              |

Laut dem Mobilitätsbericht der Deutschen Flugsicherung für 2015 waren 10,8 % aller Flugbewegungen über Deutschland Inlandsflüge (Abflugs- und Ankunftsort in Deutschland). Der Anteil lag Anfang des Jahrtausends noch bei ca. 20 % und ist seitdem durch die zunehmende Zahl internationaler Flüge gesunken.
Das Angebot im innerdeutschen Luftverkehr soll im ersten Halbjahr 2023 bei 56 Prozent des Niveaus von 2019 liegen. Im Jahr 2022 gingen die Inlandsflüge im Vergleich zum Vor-Corona-Jahr (2019) um 38 Prozent zurück.
Schweiz
In der Schweiz haben die Passagierzahlen auf den drei Landesflughäfen Zürich, Genf und Basel-Mülhausen von 2005 bis 2018 um 73 Prozent zugenommen; 57,6 Millionen Passagiere wurden zuletzt befördert. Im Jahr 2019 stieg dieser Wert auf rund 58,6 Millionen. Auch die nationale Fluggesellschaft Swiss hat bei den Passagierzahlen ein stetiges Wachstum verzeichnen können. Sie konnte im April 2019 1,65 Millionen Passagiere befördern, was im Vergleich zum April 2018 einem Wachstum von 3 % entspricht. Laut Aerosuisse verfügt die schweizerische Luftfahrt über 190.000 Arbeitsplätze und eine jährliche Wertschöpfung von über 33,5 Milliarden Franken. Das beinhaltet laut Philip Kristensen, Geschäftsführer von Aerosuisse, neben der Beschäftigung durch die Unternehmen der Luftfahrtbranche, auch die Abfertigungsunternehmen, Zulieferer und Auftragnehmer außerhalb der Flugplatzareale. Die Umwelt- und Gesundheitskosten aus dem Luftverkehr gingen im Jahr 2016 fast vollumfänglich zu Lasten der Allgemeinheit.
2023 wurden 53,3 Millionen Passagiere befördert, 22 % mehr als im Vorjahr. Damit lag das Passagieraufkommen noch 9 % unter dem Niveau von 2019, dem Jahr vor Beginn der Covid-19-Pandemie.
Europa
Nach Angaben der Deutschen Flugsicherung GmbH (DFS) waren die fünf Verkehrsflughäfen im Umkreis von 50 km um London herum im Jahre 2011 bei täglich durchschnittlich 1433 Abflügen der am stärksten frequentierte Luftverkehrsstandort in Europa. Bei gleichmäßiger Verteilung über den Tag würde dies bedeuten, dass jede Minute ein Flugzeug in London und Umgebung startet (24 Stunden zu je 60 Minuten). 46 % der Starts erfolgten in London-Heathrow (659 Starts), 6,5 % in London City (93 Starts), 24 % in Gatwick. Im Vergleich dazu waren es in Frankfurt am Main im selben Jahr durchschnittlich 667 Starts. Im Jahr 2018 haben Flugausfälle und Verspätungen in Europa alle Rekorde gebrochen. Im April 2019 wurde bekannt, dass Swedavia seit sieben Monaten in Folge einen Rückgang der Passagierzahlen gegenüber dem Vorjahr verzeichnete.
Flüge nach Instrumentenflugregeln (IFR)
Im Jahr 2006 kontrollierte die Deutsche Flugsicherung ca. 2,98 Millionen IFR-Flüge. Das waren etwa 4,1 % mehr als im Vorjahr; seit 1989 hat sich die Zahl der Flüge verdoppelt. Während der zivile Luftverkehr 2006 mit 2,9 Millionen kontrollierten Flügen um 4,5 % zulegte, gingen die militärischen Flüge um 10,3 % auf 77.742 zurück.
Über das Jahr gesehen sind die Monate Mai bis Oktober diejenigen mit dem höchsten Luftverkehrsaufkommen (Juli ist der Spitzenmonat) und die Wintermonate Dezember bis Februar die mit dem geringsten.
Von allen IFR-Flügen hatten im Jahr 2006 die Überflüge mit 34 % den größten Anteil. Flüge mit Start- oder Zielflugplatz in Deutschland folgten mit jeweils 26 %. 14 % aller Flüge waren Inlandsflüge in Deutschland.
|                    | 2006      | 2005      | Trend   |
| ------------------ | --------- | --------- | ------- |
| zivile Flüge       | 2.905.033 | 2.779.433 | +4,5 %  |
| militärische Flüge | 77.742    | 86.697    | −10,3 % |
| gesamt             | 2.982.775 | 2.886.130 | +4,1 %  |

Flüge unter Sichtflug-Bedingungen (VFR)
Bei den VFR-Flügen wurde 2006 an den internationalen Verkehrsflughäfen in Deutschland ein Rückgang um 2,7 % auf 128.810 (2005: 132.317) verzeichnet. In Stuttgart waren es 17.232, in Frankfurt nur 473 VFR-Starts und -Landungen.
Starts und Landungen
Die Anzahl an IFR-Starts und -Landungen von/auf internationalen Verkehrsflughäfen in Deutschland stieg im Jahr 2006 um 2,6 % auf 2.097.682. Den größten Anteil davon, nämlich 896.326, hatten die Flughäfen Frankfurt (488.665) und München (407.661). Bei den Regionalflugplätzen stieg die Zahl im Jahr 2006 auf 187.241. Das ist ein Zuwachs um 7 %. Spitzenreiter ist hier Frankfurt-Hahn mit 34.429 Starts und Landungen.
|                                  | 2006      | 2005      | Trend  |
| -------------------------------- | --------- | --------- | ------ |
| Internationale Verkehrsflughäfen | 2.097.682 | 2.045.362 | +2,6 % |
| Regionalflughäfen                | 187.241   | 174.982   | +7,0 % |
| Gesamt                           | 2.284.923 | 2.220.344 | +2,9 % |

Ziele

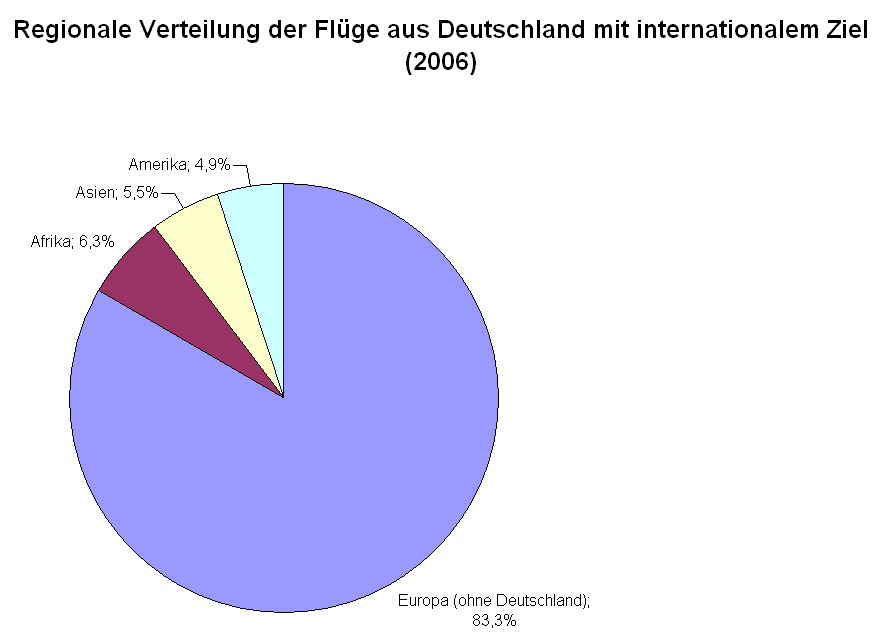
Regionale Verteilung der Flüge aus Deutschland mit internationalem Ziel im Jahr 2006

Bei den Flügen, die 2006 aus Deutschland heraus ein internationales Ziel ansteuerten, ergibt sich die dargestellte kontinentale Verteilung. Über die letzten fünf Jahre gesehen nahmen Direktflüge mit Ziel Afrika um 14,5 %, Flüge nach Amerika um 27,5 % und Flüge nach Asien um 71,6 % zu. Diese Daten beziehen sich ausschließlich auf Direktverbindungen, nicht jedoch auf das eigentliche (End-)Reiseziel des Passagiers.
Europa-Flüge sind das größte Segment an den deutschen Flughäfen. Mit 9,8 Millionen Passagieren im Jahr 2019 ist Mallorca das Topziel bis 1500 Kilometer, gefolgt von London, Wien, Zürich und Amsterdam. Bei den interkontinentalen Verbindungen belegt der ägyptische Ort Hurghada den ersten Platz, gefolgt von Dubai und Tel Aviv. Auf Platz vier der Topinterkontinentalziele liegt Singapur, danach folgt New York.
Reiseverkehr von deutschen Flughäfen – einsteigende Passagiere
Die Zahl der im ersten Halbjahr 2016 von deutschen Flughäfen abreisenden Passagiere stieg, im Vergleich zum ersten Halbjahr 2015, um 1,5 Millionen Flugpassagiere an.
| Zielgebiet                        | Januar bis Juni  | Januar bis Juni  | Januar bis Juni  | Veränderung in % |
| Zielgebiet                        | 2016             | 2016             | 2015             | Veränderung in % |
| Zielgebiet                        | 1 000 Passagiere | 1 000 Passagiere | 1 000 Passagiere | Veränderung in % |
| --------------------------------- | ---------------- | ---------------- | ---------------- | ---------------- |
| –=nichts vorhanden                |                  |                  |                  |                  |
| Einsteigende Passagiere insgesamt | 51 842           | 50 332           | 50 332           | 3,0              |
| mit Flugziel in/im:               |                  |                  |                  |                  |
| Deutschland                       | 11 642           | 11 256           | 11 256           | 3,4              |
| Ausland                           | 40 200           | 39 076           | 39 076           | 2,9              |
| Europa                            | 31 514           | 30 344           | 30 344           | 3,9              |
| Spanien                           | 6 204            | 5 594            | 5 594            | 10,9             |
| Balearen                          | 2 047            | 1 834            | 1 834            | 11,6             |
| Kanaren                           | 1 535            | 1 404            | 1 404            | 9,3              |
| Vereinigtes Königreich            | 3 259            | 3 145            | 3 145            | 3,6              |
| Italien                           | 3 029            | 2 900            | 2 900            | 4,5              |
| Frankreich                        | 1 728            | 1 696            | 1 696            | 1,8              |
| Griechenland                      | 1 098            | 1 035            | 1 035            | 6,1              |
| Griechische Inseln                | 498              | 480              | 480              | 3,7              |
| Türkei                            | 2 758            | 3 185            | 3 185            | − 13,4           |
| Russland                          | 778              | 855              | 855              | − 8,9            |
| Interkontinentalverkehr           | 8 686            | 8 732            | 8 732            | − 0,5            |
| Asien                             | 3 935            | 3 787            | 3 787            | 3,9              |
| Vereinigte Arabische Emirate      | 954              | 889              | 889              | 7,3              |
| China (einschließlich Hongkong)   | 662              | 634              | 634              | 4,3              |
| Indien                            | 311              | 319              | 319              | − 2,4            |
| Japan                             | 306              | 314              | 314              | − 2,5            |
| Israel                            | 278              | 270              | 270              | 2,8              |
| Thailand                          | 234              | 182              | 182              | 28,7             |
| Amerika                           | 3 668            | 3 567            | 3 567            | 2,8              |
| Vereinigte Staaten                | 2 385            | 2 357            | 2 357            | 1,2              |
| Kanada                            | 435              | 435              | 435              | 0,0              |
| Brasilien                         | 203              | 200              | 200              | 1,4              |
| Dominikanische Republik           | 178              | 155              | 155              | 14,6             |
| Mexiko                            | 160              | 144              | 144              | 11,2             |
| Afrika                            | 1 083            | 1 379            | 1 379            | − 21,5           |
| Ägypten                           | 383              | 596              | 596              | − 35,8           |
| Marokko                           | 179              | 197              | 197              | − 9,2            |
| Südafrika                         | 178              | 175              | 175              | 1,6              |
| Tunesien                          | 97               | 183              | 183              | − 46,6           |
| Australien/Ozeanien               | –                | –                | –                | –                |

Zwischen 2011 und 2019 flogen 81,4 Prozent der Passagiere von deutschen Flughäfen aus ins Ausland. Insgesamt kamen jedes Jahr in diesem Zeitraum rund sechs Millionen Passagiere dazu – trotz der 2011 eingeführten Luftverkehrsteuer. Die Zahl der Flüge blieb jedoch mehr oder weniger konstant. Das Wachstum wurde also offenbar durch den Einsatz größerer Flugzeuge erreicht. Das Segment der innerdeutschen Flüge wurde dagegen kleiner. Zwischen 2011 und 2019 ging die Zahl der Passagiere, die innerhalb des Landes flogen, um 5,7 Prozent zurück – von 24,6 auf 23,2 Millionen. Pro Jahr nutzen im Schnitt 175.000 Flugreisende alternative Reisemöglichkeiten am Boden. Noch deutlicher rückläufig ist die Zahl der Flüge – sie reduzierte sich um 15,7 Prozent. Im Jahr 2011 gab es noch 22 innerdeutsche Routen mehr als 2019. Ein Grund hierfür ist auch das Ende des Betriebs von Air Berlin.